# Anahun
Anahun ist eine osttimoresische Aldeia im Suco Odomau (Verwaltungsamt Maliana, Gemeinde Bobonaro). 2015 lebten in der Aldeia 442 Menschen.

## Geographie

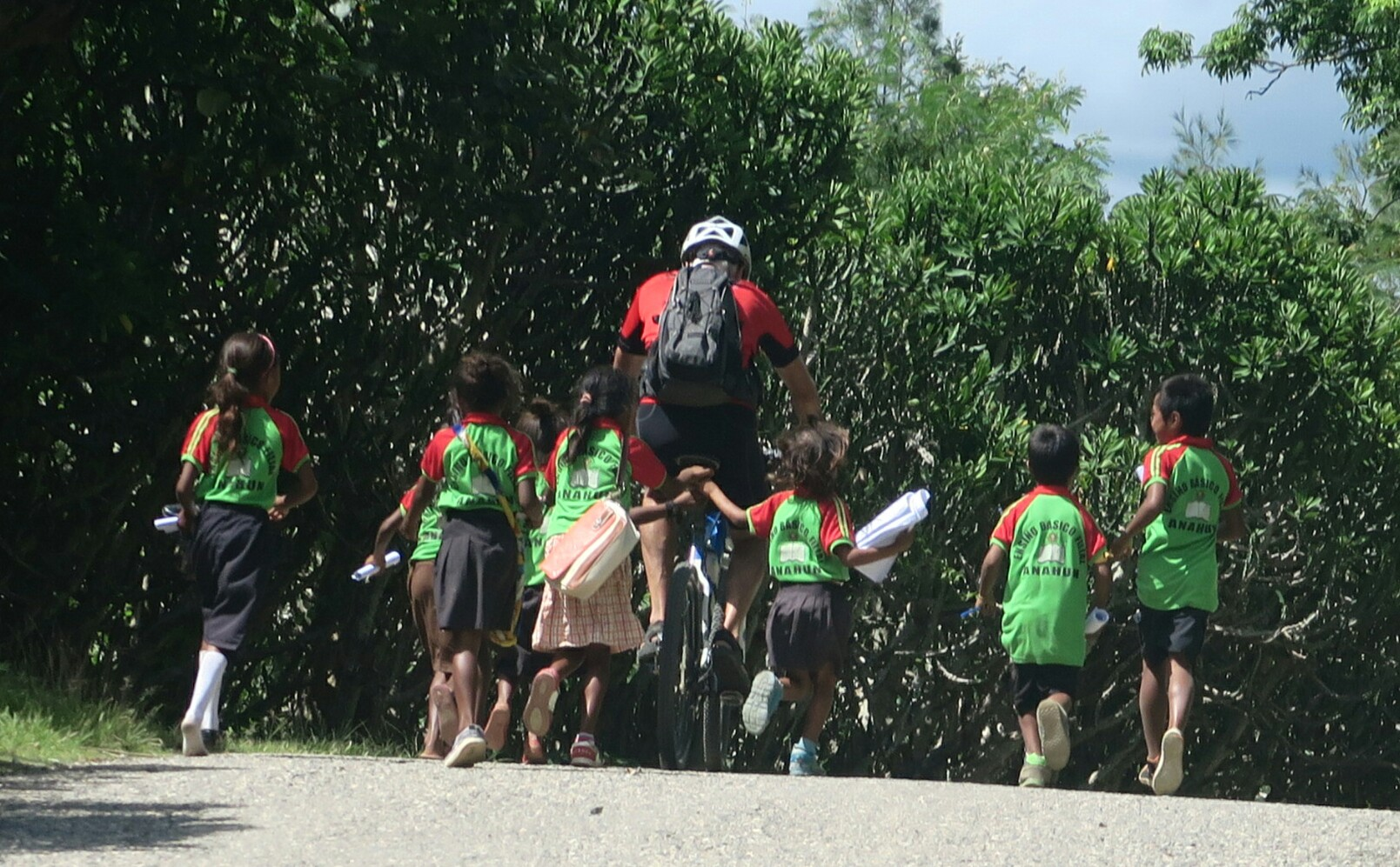
Tourist auf einem Fahrrad und Kinder in Odomau (2016)

Anahun bildet die östliche Exklave des Sucos Odomau. Die Aldeia grenzt im Norden und Osten an den Suco Raifun, im Südosten an den Suco Oeleo, im Südwesten an den Suco Tapo/Memo und im Westen an den Suco Lahomea. In Anahun befinden sich entlang der Überlandstraße von Maliana nach Bobonaro die Orte Chatal, Anahun, Hali-Mesak, Lakhatil (Lakatil) und Odomau Foho. In den Süden reicht der Gebirgszug des Lolo Tumisiris in Odomau hinein. Am Dorf Odomau Foho steigt eine Kalksteinklippe steil über 100 m nach oben.
Im Ort Anahun befindet sich eine Kapelle und eine Grundschule. In Hali-Mesak gibt es einen kleinen Markt.

## Politik
2023 wurde Veronica Moniz zum Chefe de Aldeia gewählt.